# Dillon Dubé
Dillon Dubé (Golden, Columbia Británica, 20 de julio de 1998) es un jugador profesional canadiense de hockey sobre hielo que se desempeña en la posición de centro en Calgary Flames, equipo de la National Hockey League (NHL).

## Carrera
Fue seleccionado en la segunda ronda en la NHL Entry Draft de 2016. En 2018 hizo su debut profesional con el equipo Calgary Flames, donde lleva jugando seis temporadas.